# Aleksander Dev
Aleksander Dev (tudi: Saša Dev), slovenski arhitekt, * 26. marec 1903, Lukovica, † 13. avgust 1967, Maribor.

## Življenje in delo
Po študiju izven Slovenije je diplomiral leta 1927 pri profesorju Plečniku na ljubljanski Tehniški fakulteti. Od začetka tridesetih let 20. stoletja je delal v Mariboru, kjer sta z Jaroslavom Černigojem ustanovila projektivni biro. Devovo najpomembnejše delo v Mariboru je Hutterjev blok (1940-1945). Zgradba zavzema obsežno stavbno površino med štirimi ulicami, notranje dvorišče pa je urejeno kot park. V letih 1930/31 so po njegovih načrtih zgradili novo palačo mariborske izpostave ljubljanskega OUZD na vogalu današnje Ulice talcev in Sodne ulice. V letih 1931/32 so na današnjem vogalu Tyrševe in Slovenske ulice po načrtih Jaroslava Černigoja in Saše Deva zgradili novo palačo Hranilnice dravske banovine, Maribor (danes Nova KBM). Leta 1937 je Dev projektiral zgradbo na današnji Ulici talcev 1. Načrtoval je več stavb na Pohorju, med njimi je delno rekonstruirana Ribniška koča.
Po koncu vojne je projektiral stanovanjsko naselje ob elektrarni Vuhred, planinske koče na Pohorju in druge stavbe.
Leta 2023 je UGM pripravila obsežno retrospektivo avtorja, ki se vedno bolj kaže kot ključna osebnost pri uvajanju sodobne, modernistične, regionalno prilagojene arhitekture v Mariboru in na Štajerskem med obema vojnama.